# Acanthocinus obliquus
Acanthocinus obliquus (лат.) — вид жуков-усачей из подсемейства ламиин. Распространён в Северной Америке — в Канаде, США, Мексике и Гондурасе. Кормовыми растениями являются различные сосны (сосна жёлтая, Pinus ponderosa scopulorum, сосна скрученная широкохвойная, Pinus contarta murrayana, сосна мягкая, сосна Жеффрея, сосна колорадская, сосна чихуахуаская, Pinus leiophylla chihuahuana, сосна серая, сосна белая юго-западная, сосна Култера) и ели.
Длина тела самцов 8—15 мм, самок (не считая яйцеклад) — 10—17 мм. Жуки имеют красновато-коричневое или тёмно-коричневое тело, покрытое густыми, короткими, рассеянными, серыми и чёрными волосками. Жуки обоих полов внешне похожи, но отличаются длиной и строением усиков и формой брюшка; 1) у самок усики в два раза длиннее длины тела, третий членик усиков с несколькими прижатыми книзу щетинками, членики усиков без бахромы; у самцов усики в 2,5—3 раза длиннее длины тела, с третьего по пятый членики усиков с бахромой; 2) у самок последний стернит брюшка удлинённый, сильно зазубренный на вершине, яйцеклад вытянутый; у самцов последний брюшной стернит на вершине глубоковыемчатый.